# سیارک ۴۲۱۱۳
سیارک ۴۲۱۱۳ (به انگلیسی: 42113 Jura، نامگذاری:2001AB49) چهل و دو هزار و صد و سیزدهمین سیارک کشف شده‌است که در ۱۵ ژانویه ۲۰۰۱ کشف شد.